# Honnechy

Honnechy este o comună în departamentul Nord, Franța. În 1 ianuarie 2022 avea o populație de 558 de locuitori.

## Geografie

### Site și situație
Honnechy este situat în regiunea Hauts-de-France, în câmpiile de cereale din Cambresis și nu departe de grovele din Avesnois. Comuna este la 6.4 km de Cateau-Cambrésis, 20.4 km de Cambrai, 27.2 km de Saint-Quentin și 32.6 km de Valenciennes. Capitala regională, Lille, este de 69,1 km1.
Honnechy este aproape de izvorul Erclin, afluent al Scheldt.

### Trasee de comunicare și transport
Satul este străbătut de drumul departamental D115 care leagă Bertry de D21 și de D932, cunoscut sub numele de "Chaussée Brunehaut", vechiul drum roman care a legat Bagacum Nerviorum (Bavay), orașul vechi Nerviens, Vermand, probabil vechi orașul Viromanduens. Teritoriul municipal este traversat și de D21, de la Cateau-Cambrésis la Bohain.
Orașul este conectat la Cateau-Cambresis și Caudry prin linia nr. 328 a departamentului 3 al rețelei de transport rutier.
Zona Honnechy este traversată de două linii de cale ferată dublă, divergente de la stația Busigny la Cambrai și Lille, pe de o parte, și Maubeuge și Bruxelles pe de altă parte. Gara Maurois, pe linia 15 Saint-Quentin-Cambrai-Lille TER Nord-Pas-de-Calais este situată la granița celor două teritorii municipale Maurois și Honnechy.

## Toponimie
Satul este menționat încă din 909 sub numele de Gundreceias, apoi în secolele al XII-lea și al XII-lea, Honnechies, Honesies, Huneneiæ, Curtis de Huneineis, Honechies, Hunechies, Gundrecheias, Huneciæ. Boniface derivă din numele celte gondoa ("fond") sau guen ("mlastina") și interpretează numele ca fiind "locuința în apropierea apei".

## Istoric
La 20 decembrie 911, Charles Simple, regele Franței, confirmă capitolul deținerii de pământ de la Cambrai din Gondrecheias (Honnechy).
Castelul datează din secolul al XVIII-lea și a fost ocupat din 1720. Construit de Nicolas Lemoine pe ruinele unui vechi castel acesta a păstrat urme de origini medievale. Domnul Lemoine a fost îngropat în biserica din sat. Steaua lui este încă vizibilă în corul bisericii dar din păcate a fost lovită în timpul Revoluției. Familii diferite au urmat unul pe altul inclusiv familia Decupere. A fost cumpărat în 1947 de domnul și doamna Ducourant. Ulterior a devenit proprietatea domnului Houteer. Un incendiu a distrus o aripă a vechii ferme în jurul anului 1950, unde cresc porumbei și păsări de curte. Doi doctori au deținut-o timp de câțiva ani, fără a o ocupa. Arhitectura castelului amintind de Palais Fenelon, care găzduiește acum Muzeul Matisse din Le Cateau, care ia adus porecla de „Micul Fenelon“ sau „Frate al Muzeului Matisse“, care este situat la 5 km. Zona actuală acoperă 7000 m2. Pivnițele și podelele datează din secolul al XIV-lea.
Honnechy a făcut parte din scena bătăliei de la Le Cateau în august 1914, a rămas sub controlul Imperiului german, care datează până la 9 octombrie 1918 când Divizia 25 și Brigada 6 al cavaleriei britanice a fost reluată.